# Culex hayashii
Culex hayashii är en tvåvingeart som beskrevs av Yamada 1917. Culex hayashii ingår i släktet Culex och familjen stickmyggor. Inga underarter finns listade i Catalogue of Life.